# John Anderson (1. wicehrabia Waverley)
John Anderson (ur. 8 lipca 1882 w Edynburgu, zm. 4 stycznia 1958 w Londynie) – brytyjski polityk, związany z Partią Konserwatywną, minister w rządach Neville’a Chamberlaina i Winstona Churchilla.

## Życiorys
Studiował matematykę i geologię na Uniwersytecie Edynburskim oraz chemię na Uniwersytecie Lipskim. W wieku 22 lat uzyskał tytuł naukowy z ekonomii. Jednocześnie zdał egzaminy do służby cywilnej. W 1905 r. rozpoczął pracę w Ministerstwie ds. Kolonii. W latach 1920–1922 był stały podsekretarzem Irlandii. W latach 1922–1932 był stałym podsekretarzem stanu w Ministerstwie Spraw Wewnętrznych. W latach 1932–1937 był gubernatorem Bengalu.
Na początku 1938 r. został wybrany do Izby Gmin jako reprezentant okręgu Combined Scottish Universities. Już w październiku został członkiem gabinetu jako lord tajnej pieczęci. Po wybuchu II wojny światowej został ministrem spraw wewnętrznych. Na tym stanowisku odpowiadał za przygotowania do ochrony ludności cywilnej przed nalotami. Kiedy premierem został w 1940 r. Winston Churchill, Anderson otrzymał stanowisko Lorda Przewodniczącego Rady. W latach 1943–1945 był kanclerzem skarbu.
Zasiadał w Izbie Gmin do 1950 r., kiedy to zlikwidowano jego okręg wyborczy. W 1952 r. otrzymał tytuł 1. wicehrabiego Waverley i zasiadł w Izbie Lordów. Zmarł w 1958 r. Tytuł wicehrabiego odziedziczył jego syn, David Alastair Pearson.